# Malakassa
Malakassa  este un oraș în Grecia în prefectura Attica.